# Ito-Yokado
Ito-Yokado (イトーヨーカ堂?) es una cadena japonesa de grandes almacenes e hipermercados, propiedad del grupo Seven & I Holdings. Cuenta con más de 160 establecimientos, lo que le convierte en el segundo hipermercado por volumen de negocio en Japón.

## Historia
La empresa fue creada en 1920 por Toshio Yoshikawa, fundador del gran almacén de ropa «Yokado» en Asakusa, Tokio. Posteriormente, la llegada a la presidencia del empresario Masatoshi Ito supuso una rápida expansión del negocio a otras ciudades de Japón.
En 1971 la empresa cambió su marca por «Ito-Yokado» y se especializó en el negocio de la venta minorista. Cuatro años más tarde llegó a un acuerdo con 7-Eleven para abrir tiendas de conveniencia en Japón; la firma nipona terminaría convirtiéndose en el máximo accionista del grupo en 1991.
En 2005 los propietarios de Ito-Yokado crearon un conglomerado, Seven & I Holdings, para controlar todos los negocios del grupo. De este modo Ito-Yokado centró su actividad en el sector de los grandes almacenes e hipermercados, compitiendo directamente con el grupo Aeon.